# Lago de lava (Columbia Britânica)
O lago Lava é um lago resultante de uma grande escorrência de lava que formou uma barragem natural. Encontra-se localizado no noroeste da Colúmbia Britânica, no Canadá. 

## Descrição
O lago situa-se dentro do Parque Provincial Camas Nisga'a Lava Memorial. Nas áreas de abrangência deste lago encontram-se locais propícios para a pesca, caminhadas e outras atividades relacionadas com o meio ambiente.

## Formação geológica
Este lago deve a sua origem a grandes correntes de lava com origem no cone vulcânico do monte Tseax, tendo daqui fluído pelo vale do rio Tseax no século XVIII, represando-o em parte dando origem ao lago. Este fluxo de lava posteriormente viajou 11 km no sentido norte do rio Nass, onde encheu o vale ali existente fazendo um adicional percurso de 10 km. No total o fluxo de lava escorreu por aproximadamente 22,5 km de comprimento. Esta corrente de lava deu origem a um dos mais recentes fluxos de lava do Canadá.